# Belletruche

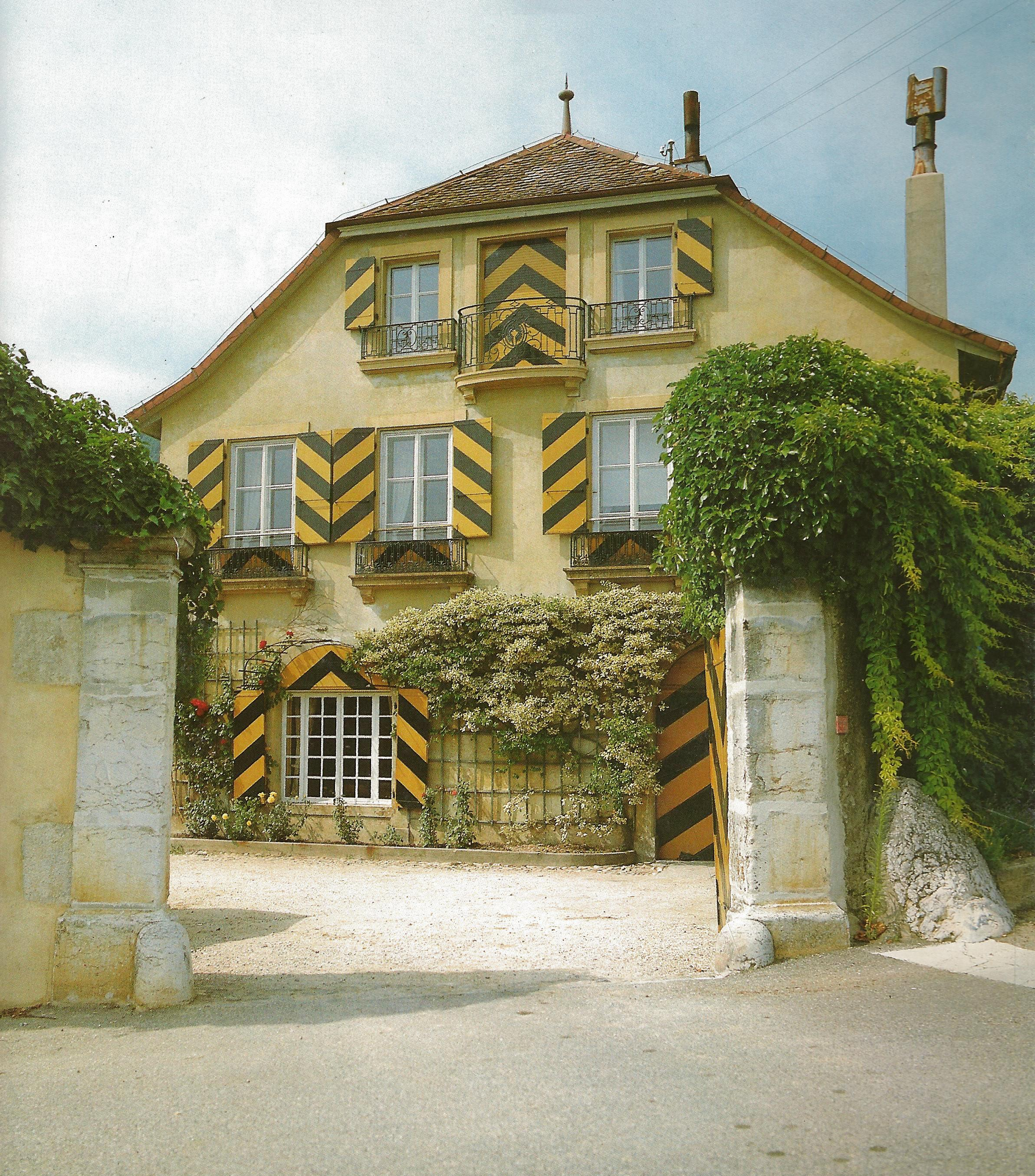
Belletruche (1985)

Belletruche ist ein Weingut in der Gemeinde Mont-sur-Rolle in der La Côte im Kanton Waadt.

## Geschichte
Der Berner Staatsmann und Heerführer Hans Franz Nägeli (1497–1579) ist der früheste nachweisbare Eigentümer des Weinguts Belletruche. Seine Tochter Magdalena brachte den Besitz 1582 ihrem zweiten Gatten Johann von Wattenwyl (1541–1604) in die Ehe. Deren Enkelin Magdalena von Wattenwyl brachte Belletruche 1655 ihrem Ehemann, dem Venner Johann Rudolf Wurstemberger (1608–1693) zu. Auf einem Katasterplan aus der Zeit um 1715 wird das Gut als En Collentin bezeichnet.
Bartlome May kaufte 1746 das Weingut Belletruche von der Familie Wurstemberger. In dieser Zeit erhielt das Weingut seinen heutigen Namen Belletruche, benannt im Andenken an das Haus Belles-Truches in Vevey der Familie de Joffrey. Mays Sohn Johann Carl May übernahm 1760 Belletruche und vererbte es seinem Sohn Karl Rudolf May. In der nächsten Generation besass die Frauenrechtlerin Julie von May das Weingut. Sie war mit Friedrich Amadeus Sigmund von May verheiratet, dem Besitzer von Schloss Rued und der Campagne Rörswil. 
Deren Tochter Esther von May heiratete 1861 Hans von Hallwyl, Besitzer des Schlosses Hallwyl. Erbin war deren Tochter Esther Johanna Irmengard von Hallwyl, die mit dem Historiker Wolfgang Friedrich von Mülinen verheiratet war. Deren Tochter Johanna Ines Barbara von Mülinen wiederum heiratete den Ingenieur Alfred von Erlach (1886–1971), sodass nach ihr das Gut 1953 an ihre Söhne Harald und Thüring, und damit an die Familie von Erlach kam.

## Rebsorten und Weine
Das Weingut produziert vier Weine: Den Belletruche (Chasselas), den Clos de Jérusalem (Chasselas), L'Hirondelle (Chasselas, Schaumwein) und die Cuvée du Chevalier (rot). Zudem wird ein Eau de vie de Lie hergestellt.